# Piper aduncum
Piper aduncum – gatunek rośliny z rodziny pieprzowatych (Piperaceae). Jest to krzew lub małe drzewo o wielkości od 2-7 metrów. Nasiona przenoszone są przez ptaki oraz nietoperze. Wykorzystywany jest jako roślina przyprawowa i lecznicza, przy czym bywa  także chwastem  w uprawach.

## Występowanie
Gatunek występuje w Ameryce Południowej i Ameryce Środkowej. Rośnie w Andach, głównie na terenie Altiplano, oraz na Galapagos i Jamajce. Występuje także na terenie Antigui w lasach deszczowych oraz w lasach tropikalnych. Rośnie na wysokości do 1500 m n.p.m.
Jako gatunek introdukowany rośnie w Azji Południowej i Południowo-Wschodniej.

## Zastosowanie

### Jako pożywienie
Owoce rośliny używane są jako przyprawa – mają ostry, pieprzowy smak. Przy czym owoce czarne posiadają smak słodki. Liście po ugotowaniu także nadają się do spożywania.

### Lecznicze

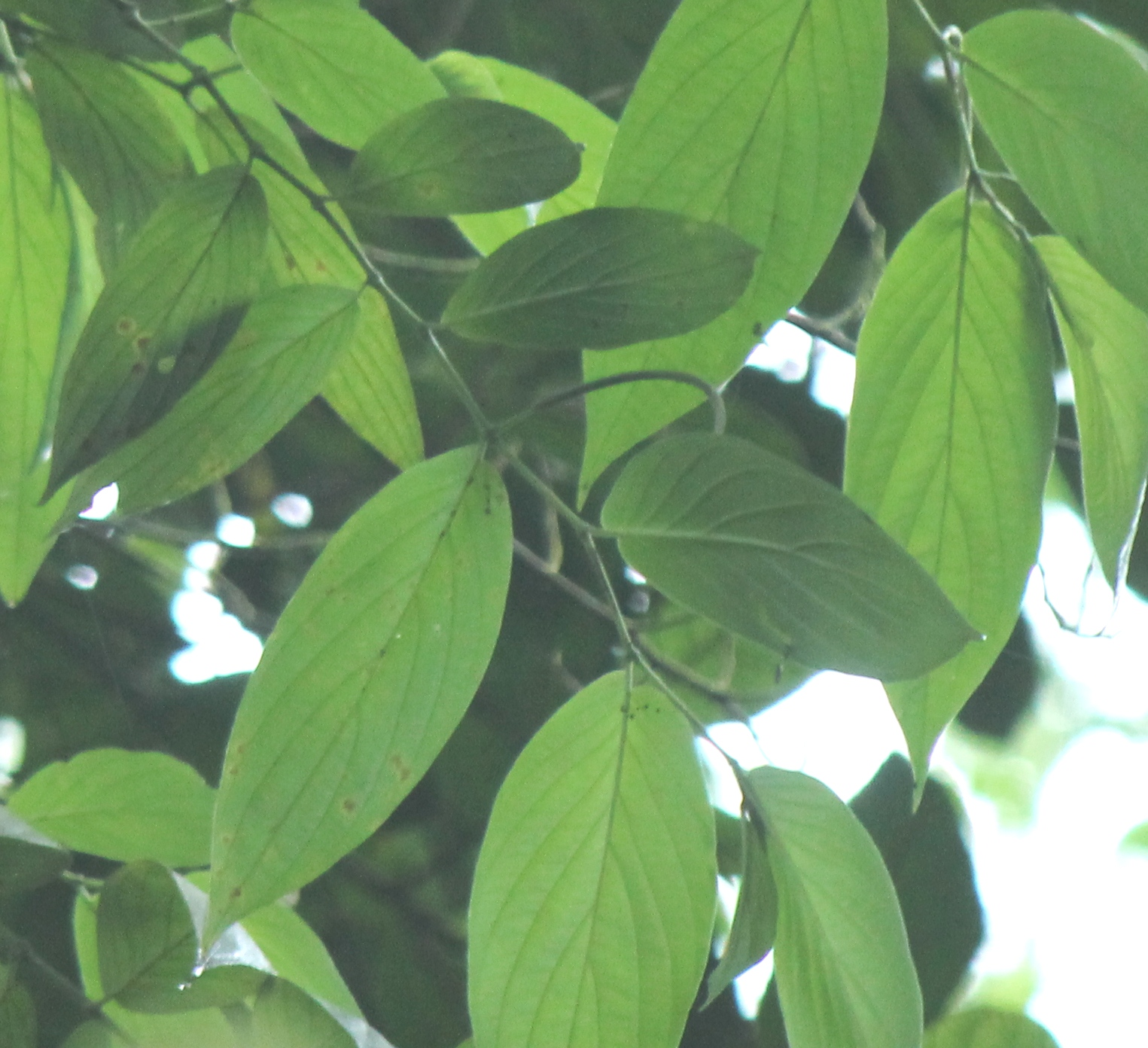
Liście Piper aduncum

Gatunek ma długą historię tradycyjnego stosowania w Ameryce Południowej, gdzie ceniono go szczególnie za właściwości antyseptyczne i stosowano w leczeniu ran. Zastosowania te szybko przyjęli przybywający Europejczycy, a roślina zachowała swoją rolę we współczesnym ziołolecznictwie. Współczesne badania potwierdziły obecność szeregu aktywnych medycznie związków w roślinie, w tym flawonoidów, sekiterpenów, monoterpenów, związków heterocyklicznych, fenylopropanoidów, alkaloidów i benzenoidów. Grupa substancji chemicznych zwanych chromenami została znaleziona w liściach i jej olejku eterycznym, które wykazały toksyczne działanie na komórki nowotworowe i bakterie. Inne chemikalia, w tym grupa bezenoidów, również wykazały działanie przeciwbakteryjne i cytotoksyczne. Roślina wykazała szerokie spektrum działania przeciwdrobnoustrojowego, co może pomóc wyjaśnić jej długą historię stosowania w różnych infekcjach i chorobach zakaźnych. W różnych badaniach liście i olejki eteryczne ekstrahowane z liści lub owoców wykazały działanie przeciwbakteryjne na różne bakterie Gram-dodatnie i Gram-ujemne. Zgłaszano także działania przeciwko grzybom i drożdżom. Ponadto naukowcy z Francji podali, że ma działanie przeciwwirusowe przeciwko wirusowi polio (chorobie Heinego-Medina). W dwóch badaniach wykazano, że roślina jest skutecznym lekarstwem na leiszmaniozę pasożytniczą, rozprzestrzeniającą się chorobę tropikalną, która jest przenoszona przez ukąszenie zarażonych muszek piaskowych. Doniesiono, że zarówno roślina, jak i wyekstrahowany związek chalkonu w roślinie albo zabijają pasożyta albo leczą chorobę. W leczeniu innych infekcji pasożytniczych wykazano, że gatunek jest użyteczny w leczeniu schistosomatozy, gdzie ma działanie mięczakobójcze na ślimaka słodkowodnego, który przenosi pasożyta, a także na samego pasożyta. Działa również owadobójczo na komary, które przenoszą i rozprzestrzeniają żółtą gorączkę.
Liście są przeciwdrobnoustrojowe, ściągające, wiatropędne, moczopędne, ponadto działają jako łagodny aromatyczny tonik, środek pobudzający, żołądkowy i wewnętrzny ściągający. Liście przyjmowane jako napar są szeroko stosowane jako lekarstwo na wszystkie rodzaje zaburzeń trawiennych, w tym bóle brzucha, wymioty, niestrawność, biegunka, wrzody żołądka, gaz jelitowy, a nawet rak żołądka; są uważane za doskonały tonik moczowo-płciowy i są stosowane w leczeniu kamieni nerkowych, infekcji dróg moczowych, zapalenia pęcherza moczowego, zapalenia cewki moczowej, leucorrhoea, zapalenia pochwy i różnych chorób wenerycznych, takich jak rzeżączka i rzęsistkowica; są również stosowane w różnych stanach górnych dróg oddechowych, takich jak zapalenie oskrzeli, krwotoki płucne, zapalenie opłucnej, zapalenie płuc, przeziębienia i grypa oraz zapalenie migdałków. Liście są skutecznym antyseptycznym gojeniem ran, stosowanym w celu zatrzymania krwawienia, zapobiegania infekcjom i przyspieszenia gojenia.

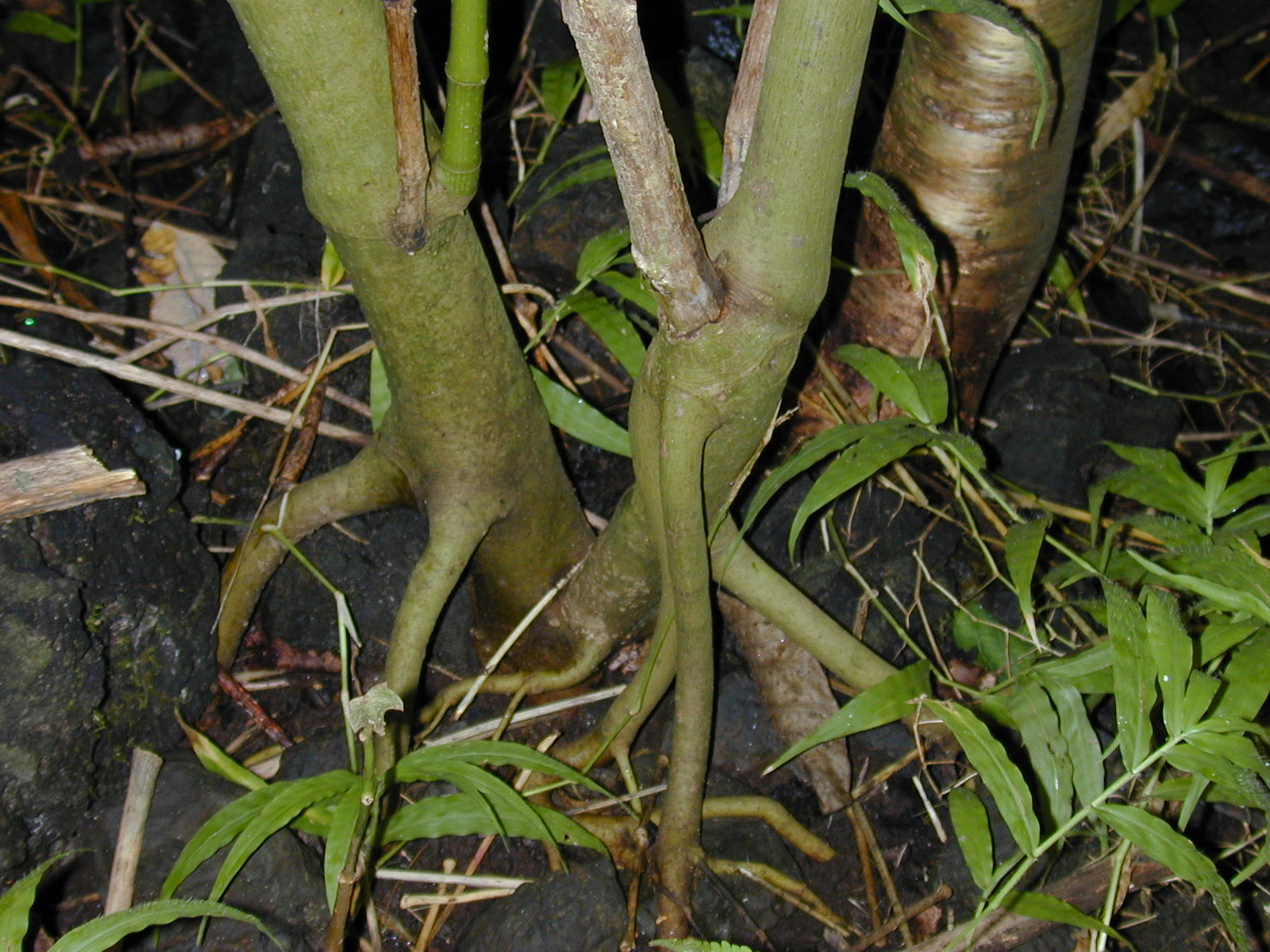
Łodygi Piper aduncum

Liście są zmiażdżone lub sproszkowane są posypane bezpośrednio na dotknięty obszar. Mogą być także stosowane w formie naparu, który jest przygotowywany stosowany jako płyn do płukania. Czasami liście są podgrzewane, tłuczone, a następnie stosowane jako okłady.
Olejek eteryczny może być stosowany jako środek owadobójczy i mięczakobójczy. Zawiera także safrol, który z powodzeniem stosuje się w produkcji silnych insektycydów, substancji zapachowych, mydeł i detergentów.
Białawe drewno jest średnio twarde, kruche; może być stosowane do podstawowej budowy, słupków i ogrodzeń.

## Synonimy
Gatunek ten ma 56 synonimów:
- Artanthe adunca (L.) Miq.
- Artanthe adunca f. angustifolia Miq.
- Artanthe cearensis Miq.
- Artanthe celtidifolia (Kunth) Miq.
- Artanthe elongata (Vahl) Miq.
- Artanthe elongata f. brasiliensis Miq.
- Artanthe elongata f. glabrior Miq.
- Artanthe galeottii Miq.
- Artanthe galleoti Miq.
- Artanthe granulosa Miq.
- Artanthe vellozoana Miq.
- Piper acutifolium var. membranaceum C. DC.
- Piper aduncifolium Trel.
- Piper aduncum var. aduncum
- Piper aduncum var. laevifolium C. DC.
- Piper anguillaespicum Trel.
- Piper angustifolium Ruiz & Pav.
- Piper cardenasii Trel.
- Piper celtidifolium Kunth
- Piper disparispicum Trel.
- Piper elongatifolium Trel.
- Piper elongatum Vahl
- Piper elongatum var. elongatum
- Piper elongatum var. laevifolium (C. DC.) Trel.
- Piper elongatum var. pampayacusum Trel.
- Piper fatoanum C.DC.
- Piper flavescens (C.DC.) Trel.
- Piper guanaianum C. DC.
- Piper herzogii C. DC.
- Piper intersitum f. porcecitense Trel.
- Piper kuntzei C. DC.
- Piper lineatum var. hirtipetiolatum Trel.
- Piper multinervium M.Martens & Galeotti
- Piper multinervium var. amplum Trel.
- Piper multinervium var. flavicans Trel.
- Piper multinervium var. hirsuticaule Trel.
- Piper multinervium var. kantelolense Trel.
- Piper multinervium var. paralense Trel.
- Piper multinervium var. peracutum Trel.
- Piper multinervium var. productipes Trel.
- Piper multinervium var. protractifolium Trel.
- Piper multinervium var. puberulipedunculum Trel.
- Piper multinervium var. pubescenticaule Trel.
- Piper multinervium var. skutchii Trel.
- Piper multinervium var. telanum Trel.
- Piper nonconformans Trel.
- Piper oblanceolatum var. fragilicaule Trel.
- Piper pseudovelutinum var. flavescens C.DC.
- Piper purpurascens D. Dietr.
- Piper reciprocum Trel.
- Piper submolle Trel.
- Steffensia adunca (L.) Kunth
- Steffensia angustifolia Kunth
- Steffensia celtidifolia (Kunth) Kunth
- Steffensia elongata (Vahl) Kunth

## Wykaz podgatunków[12]
- Piper aduncum var. cordulatum (C.DC.) Yunck.
- Piper aduncum var. ossanum (C. DC.) Saralegui
- Piper aduncum var. aduncum L.
- Piper aduncum var. exotum Trel.
- Piper aduncum var. garcia-barrigae Trel. & Yunck.
- Piper aduncum var. laevilimbum C.DC.
- Piper aduncum var. salviifolium (Miq.) Trel.